# Fly Eye Records
Fly Eye Records war ein Plattenlabel, das 2010 von Calvin Harris gegründet wurde. Das Label wurde im Mai 2010 mit der Single Gecko von Mr. Blink, einem DJ, der als Harris’ Vorgruppe fungierte, gegründet. Im Jahr 2014 ging das Label eine Partnerschaft mit Sony/ATV Music Publishing ein. Die meisten Veröffentlichungen des Labels gehören dem EDM-Genre an.
Das Label wurde Ende 2016 aufgrund des musikalischen Richtungswechsels von Harris geschlossen. Im Jahr 2017 kündigte er an, dass er sich aus der EDM-Produktion zurückziehen werde.